# Astounded
Astounded è il primo singolo tratto dal secondo album dei Bran Van 3000, Discosis. Il singolo è l'unico estratto dall'album. Astounded fu l'ultima canzone registrata da Curtis Mayfield prima di morire. La canzone fu la hit più di successo dei Bran Van 3000, infatti nella classifica canadese arrivò alla numero 3 e nella Hot Dance Music/Club Play arrivò alla numero 35.

## Tracce
- Versione Standard

1. Astounded (Long Radio Edit) - 3:56
2. Astounded - 5:57 (Album Version)

- Seconda versione standard (2001 Versione EP)

1. Astounded (Long Radio Edit) - 3:56
2. Astounded - 5:58
3. Astounded - 3:49 (MJ Cole Radio Edit)
4. Astounded - 3:50 (Eric Kupper Radio Mix)